# Hard Rock Cafe
Pour les articles homonymes, voir Hard rock (homonymie) et HRC.
 (juillet 2021).
Hard Rock Cafe (HRC), parfois simplement appelé Hard Rock, est une chaîne de restauration fondée en 1971 par Isaac Tigrett et Peter Morton. Le premier Hard Rock Cafe ouvre près de Hyde Park Corner, à Londres dans un centre de vente de Rolls-Royce où, en 1979, les murs commencent à se couvrir de messages éphémères de rock 'n' roll.
Fin 2022, il y a 265 établissements Hard Rock Cafe dans le monde, dont 3 casinos et 38 hôtels.

## Histoire
Au début des années 1970 à Londres, Peter Morton et Isaac Tigrett ont dans l'idée d'ouvrir un diner dans la capitale, avec un menu tournant autour du hamburger. L'établissement ouvre le 14 juin 1971 à Gloucester House sur Piccadilly. La devise est alors Love All, Serve All, adoptée par le gourou indien Sathya Sai Baba. Le logo est dessiné en 1974 par Alan Aldridge (en),. Le nom du café vient de la face B, éponyme, de l'album des Doors de 1970 : Morrison Hotel. Ce nom vient lui-même de celui d'un bar, désormais fermé, du centre-ville de Los Angeles, dont les photos d'illustration recto-verso de la pochette sont l'œuvre d'Henry Diltz.
La musique forte correspond aux gouts des fondateurs, mais reste surtout destinée à faire libérer les tables au plus vite. Peter Morton, sponsorisant une équipe locale de foot, commande trop de t-shirts publicitaires à l'enseigne du restaurant ; il décide de céder le surplus aux clients, débutant là un succès planétaire pour ces vêtements logotés,. Les stars se succèdent dont les Wings qui viennent faire un concert.
Dans les années 1980, le succès du lieu londonien est phénoménal, attirant par exemple les voyageurs américains qui arrivent à l’aéroport en taxi marqué du nom du restaurant.

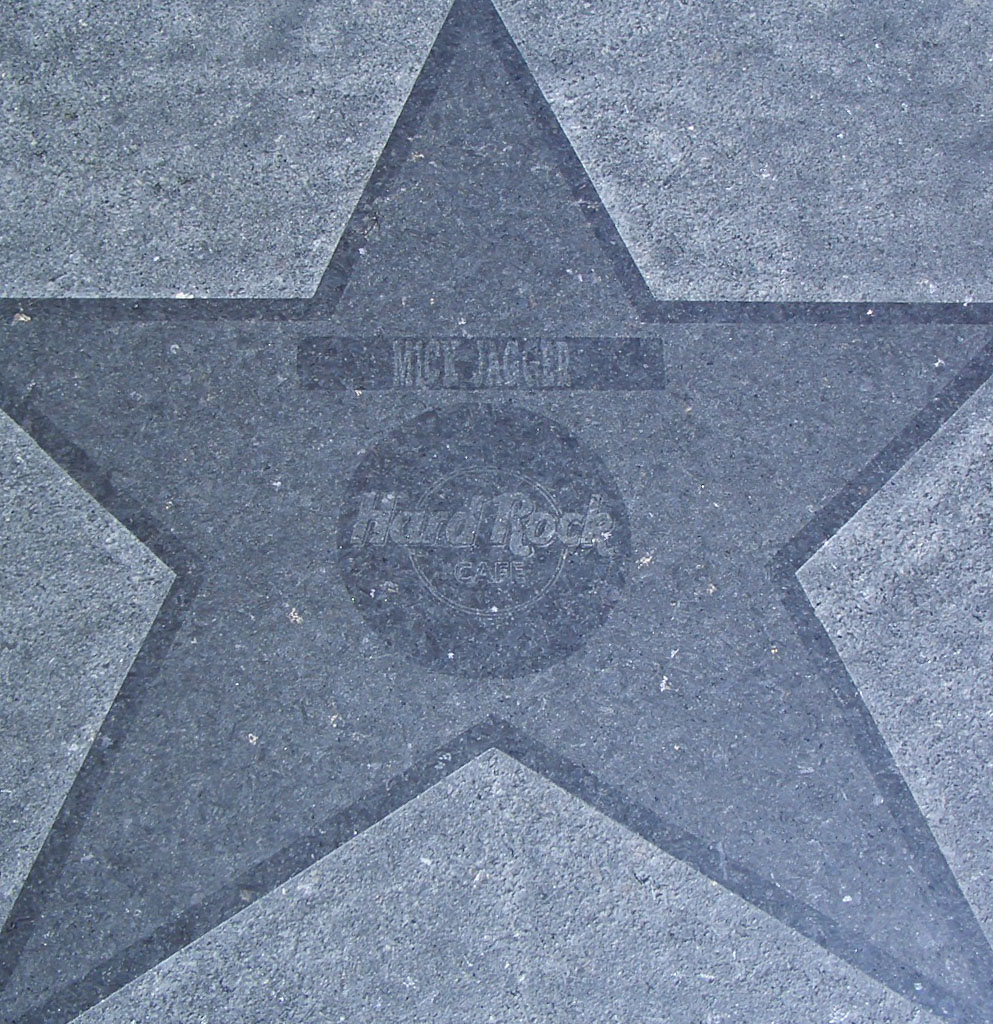
Walk of Fame (Mick Jagger) à Niagara Falls (Ontario).

Entre-temps, un deuxième endroit est ouvert dans le centre-ville de Toronto, en 1978 ; à l'origine développé par un groupe non affilié, il se voit plus tard racheté par Hard Rock International,
Toronto possède maintenant deux Hard Rock Cafe, dont celui du Centre Rogers, donnant sur le stade. La chaîne entreprend une expansion mondiale, en 1982, quand les fondateurs acceptent de les développer dans le monde. Morton (Hard Rock America) ouvre des Hard Rock Cafe à Los Angeles ou San Francisco, pendant que Tigrett (Hard Rock International) fait de même à New York ou Dallas. Cependant, le premier Hard Rock Cafe des États-Unis se trouve à Jackson (Tennessee). C'était un petit restaurant situé dans le Old Hickory Mall ayant le même fonctionnement que les autres Hard Rock Cafe, avec le mur de messages et les T-shirts Hard Rock Cafe avec le nom de la ville de Jackson imprimé.
Par la suite, Isaac Tigrett vend ses parts à la Robert Earl et à la Mecca Leisure, mais, entre-temps, Morton ouvre plusieurs autres restaurants : Las Vegas, San Diego, La Jolla, Newport Beach, Sydney, Melbourne, Honolulu, Maui… En Israël, il sera fermé.
En 1990, la Rank Organisation acquiert la Mecca Leisure et continue à développer les cafés, en achetant ceux de Morton en 1995 et achète, dans le même temps, les restaurants canadiens qui ont été développés par une compagnie non-affiliée. Ces années là, les deux fondateurs auront donc tout revendu.
En 1991, le premier Hard Rock Café ouvre à Paris. Le groupe Level 42 assure le spectacle lors de l'inauguration. 
Patrice Dubois, est le premier directeur général du restaurant. Il quitte l'établissement quelques mois après l'ouverture, à la suite de différends avec l'équipe du siège social d'Orlando
Le plus grand Hard Rock Café du monde est situé à Orlando et les visiteurs peuvent y trouver le plus grand nombre d’objets souvenir du rock‘n’roll, parmi les Hard Rock Café, dont notamment des briques du Cavern Club et les portes des Studios Abbey Road.

### Expansion vers d'autres domaines

#### Hôtels et casinos
En 1995, Peter Morton ouvre le premier Hard Rock Hotel and Casino. Sous sa direction, le Hard Rock Hotel de Las Vegas est si célèbre qu'il doit en doubler la capacité. Morton dépense 59 887 200 € (environ 80 000 000 $) pour construire l'hôtel, qui ouvre en 1995, et 74 859 000 € (près de 100 000 000 $) pour son agrandissement.
En mai 2006, Morton vend le Hard Rock Hotel au Morgans Hotel Group, basé à New York, pour 531 498 900 € (près de 770 000 000 $), incluant les droits des Hard Rock Hotel à l'ouest du Mississippi, soit le Texas, la Californie, l'Australie, Vancouver, la Colombie-Britannique.
Hard Rock International continue à étendre les Hard Rock Hotel dans le monde (hôtels, casinos…), à travers plusieurs coentreprises (Sol Melia, Ong Beng Seng/Hotel Properties Limited, Loews Hotels, et la nation indienne des Séminoles) dont le Hard Rock Hotel & Casino à Paradise, près de Las Vegas.

#### Parc Hard Rock - Parc à thèmes
Hard Rock Café International annonce, en mars 2006, l'ouverture prévue pour 2008 du Hard Rock Park, de 400 000 000 $ (près de 300 000 000 €), d'environ 20 000 m2, à Myrtle Beach. Le parc a pour but de créer environ 3 000 emplois et de recevoir 30 000 visiteurs journaliers. Ce projet se solde par un échec.
Le parc d'attractions contenait six zones réalisées sur commande, plus de 40 attractions, un amphithéâtre de musique live, des expositions, des roller-coasters, des terrains de jeux pour enfants, des restaurants, des cafés et des magasins de détail. Ce parc est revendu un an après son ouverture par manque de visiteurs et de rentabilité. Il est renommé Freestyle Music Park. Confronté au même destin, le parc aurait dû ouvrir en février 2010 mais ce n'est pas le cas car en faillite. Le parc a souffert de dettes et n'est jamais rentable.

### Acquisition par la nation séminole de Floride
En 2004 à Hollywood (Floride) dans l'agglomération de Miami avait déjà été ouvert le Seminole Hard Rock Hotel & Casino Hollywood qui comprend depuis 2019 un gratte-ciel en forme de guitare, un cas unique au monde.
Le 7 décembre 2006, Rank vend le Hard Rock au peuple des Séminoles de Floride pour 965 000 000 $. Cette vente est composée de 124 Hard Rock Cafe, 4 Hard Rock Hotel, 2 Hard Rock Hotel & Casino et 2 Hard Rock Live!. Rank garde le Hard Rock Casino de Londres, mais change son nom. Le Hard Rock Hotel & Casino de Las Vegas ne fait pas partie de la vente, puisqu'il a été vendu par Peter Morton au Morgans Hotel Group, en mai 2006. La prise de possession a été entachée par une polémique, car un autre des prétendants à l'achat de la chaîne, la Power Plant Entertainment, avait chargé Merrill de saboter l'acquisition. Le 8 janvier 2007, les actionnaires du Rank Group approuvent l'offre des Séminoles de 965 000 000 $. La nation séminole finalise l'achat le 5 mars 2007 et déclare vouloir « reconquérir les États-Unis, burger par burger ! ». Le siège est transféré à Davie ; c'est là que sont stockés, dans un entrepôt, 25 000 objets de la collection
En décembre 2021, MGM Resorts annonce la vente pour 1,08 milliard de dollars du Mirage à Hard Rock International.

## Un musée
Hard Rock est plus connu pour son atmosphère rock que pour sa nourriture. Les cafés ne sont pas seulement des lieux qui accueillent des représentations musicales, mais aussi les lieux où sont exposés de grandes quantités d'objets (en rapport avec le rock) achetés dans toutes les ventes aux enchères du monde. Dès 1986, l'entreprise achète tout ce qu'elle peut lors d'une vente sur le thème du rock'n'roll à Sotheby's. Hard Rock a une vaste collection de ces objets (plus de 80 000 qui sont, par exemple, des guitares autographiées, de rares photographies de tournées, etc. Ces objets, tous authentiques dans les restaurants et non des copies, sont accrochés aux murs des cafés et sont utilisés comme décoration. La liste des artistes ayant des objets exposés reste interminable et variée : Billie Eilish, Madonna, Bob Marley, Björk, Eddy Mitchell, Snoop Dogg ou Nikki Sixx par exemple.
La collection débute en 1979 avec le cadeau d'une guitare non-signée (la Fender Red Lead II) d'Eric Clapton, client habitué du bar du premier Hard Rock à Londres.
Pete Townshend, de The Who, a vent de ceci et envoie ses guitares, non signées, mais avec une note : « Mine's as good as his! Love, Pete. » (« La mienne est aussi bien que la sienne ! Amitiés, Pete. »). Hard Rock a une telle collection d'objets qu'un musée Hard Rock nommé « The Vault » ouvre à Orlando, puis ferme en 2005. Un « Vault » est présent au sous-sol du Hard Rock de Londres, comportant principalement une collection de guitares ainsi que divers accessoires (ceinture, veste de Freddie Mercury).
À certaines occasions, Hard Rock doit rendre des objets à leurs propriétaires originaux, comme quand Peter Frampton demande à récupérer sa guitare. Certaines pièces de la collection restent incongrues comme le piano d'Elvis Presley entièrement recouvert de feuilles d'or, la Lamborghini bleue d'Eddie Van Halen ou l'autocar restauré du Magical Mystery Tour acheté dans les années 1980.

## Hard Rock Las Vegas
L'hôtel The Mirage à Las Vegas a été acheté par le consortium et sera transformé en complexe hôtelier Hard Rock Las Vegas.

## Galerie

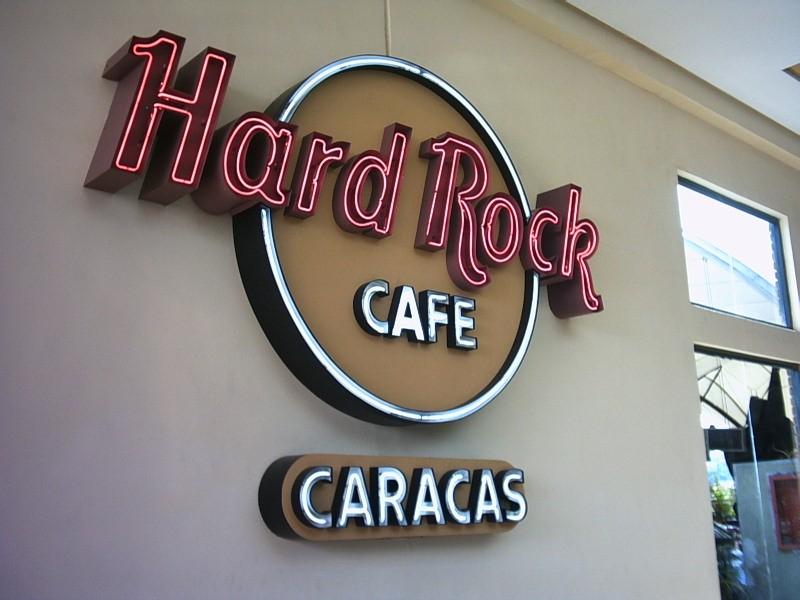
Enseigne du HRC de Caracas.
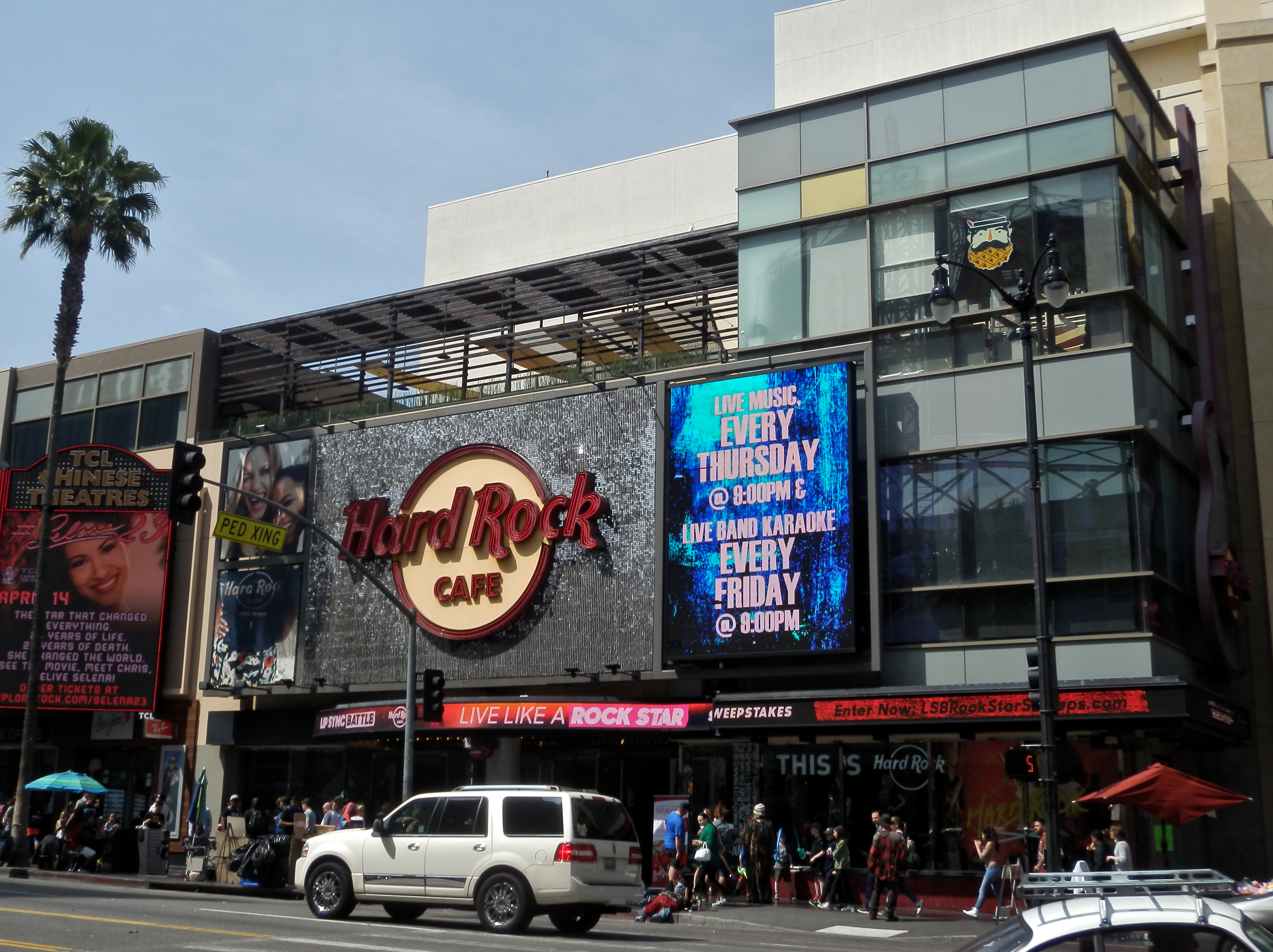
HRC de Hollywood.
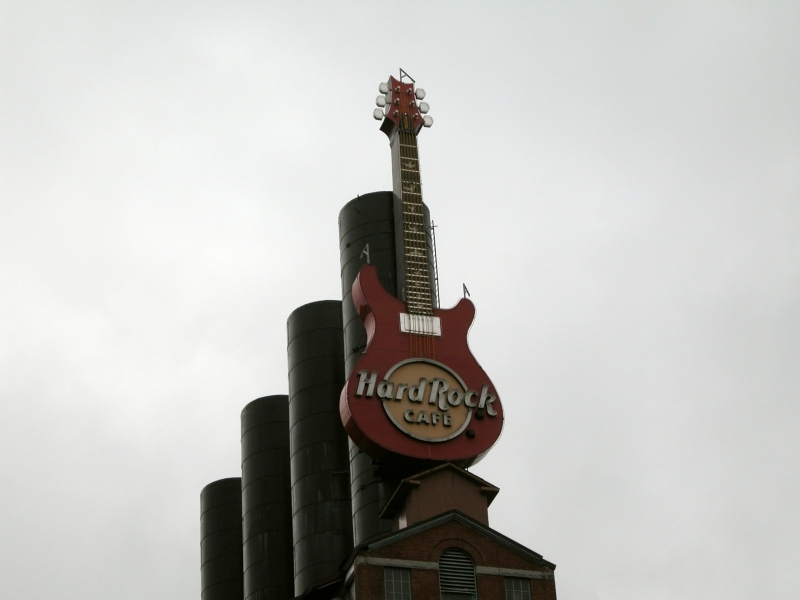
La guitare, emblème du HRC, Baltimore.
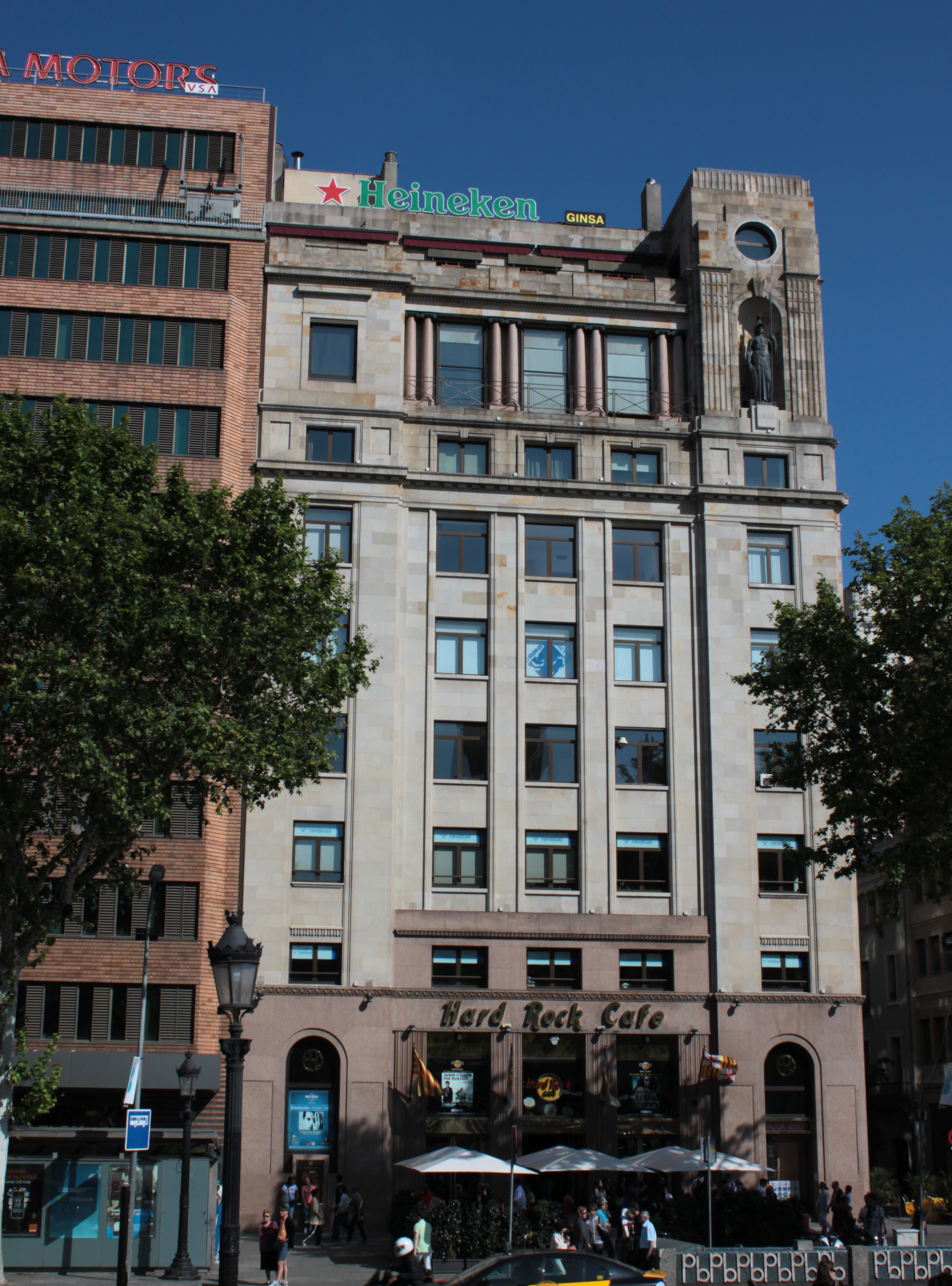
Le HRC de Barcelone.
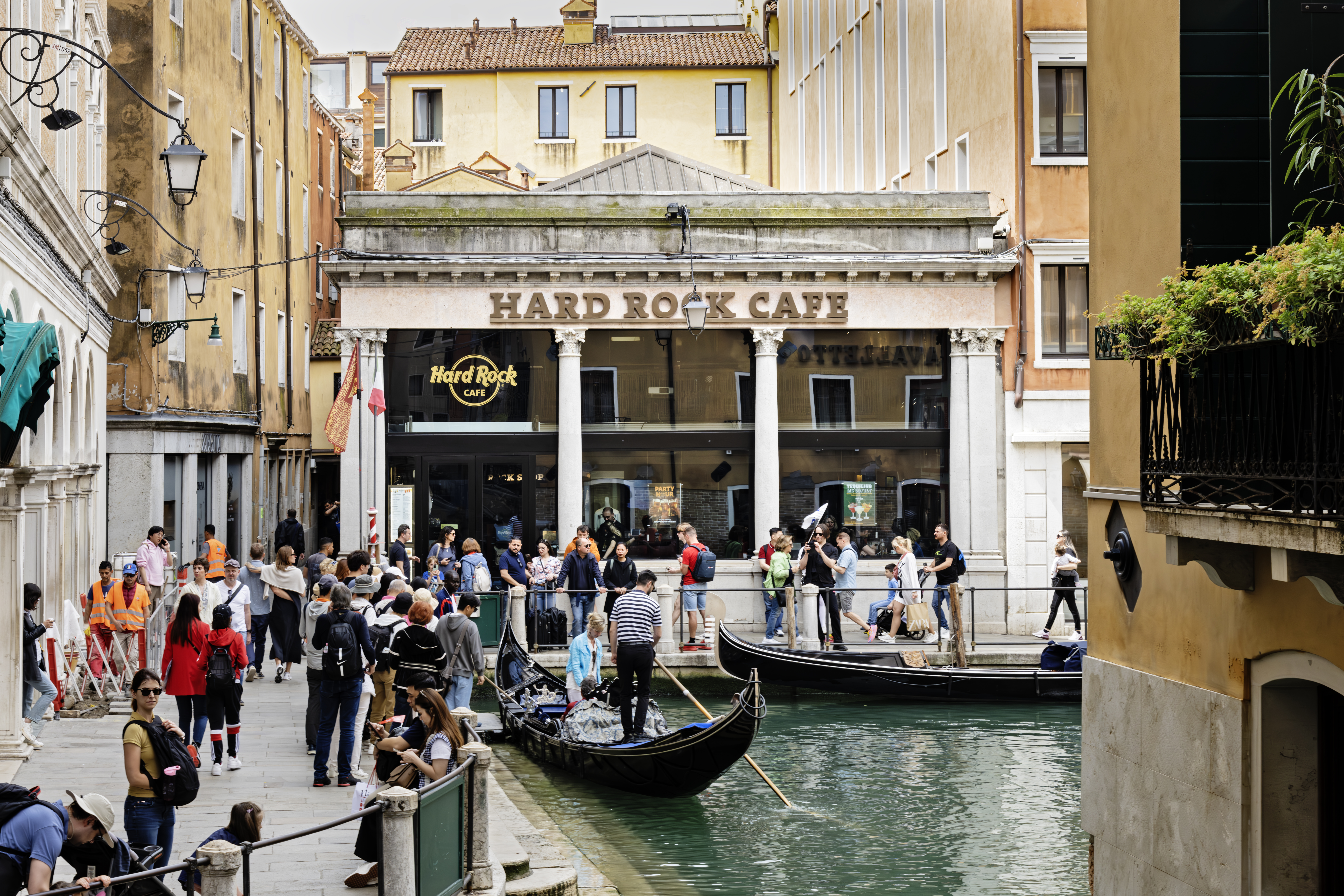
Hard Rock Cafe, Bacino Orseolo – Venise